# (650) Amalasuntha
Amalasuntha és l'asteroide número 650. Va ser descobert per l'astrònom August Kopff des de l'observatori de Heidelberg (Alemanya), el 4 d'octubre de 1907. La seva designacio alternativa és 1907 AM.